# Valmet L-70 Vinka
Die Valmet L-70 Vinka ist ein in Finnland entwickeltes einmotoriges Flugzeug für die Anfängerschulung.

## Entwicklung
Die Entwicklungsarbeiten begannen im Jahre 1970. Der erste Prototyp (benannt LEKO-70) flog zum ersten Mal am 1. Juli 1975. Die Serienproduktion begann am 15. Januar 1977. Die L-70 wurde 1980 als Ersatz für die Saab Safir bei den finnischen Luftstreitkräften entwickelt. Die finnische Luftwaffe erteilte an Valmet einen Auftrag über 30 Flugzeuge. Das erste Flugzeug wurde im Februar 1980, das letzte 1982 geliefert. Von den gelieferten Maschinen sind noch 26 im Einsatz.
Valmet versuchte, die L-70 Vinka unter dem Namen L-70 Miltrainer international zu vermarkten; dies misslang jedoch, da keine einzige Bestellung einging.

## Konstruktion
Das Flugzeug wird von einem luftgekühlten Boxermotor Lycoming AEIO-360-A1B6 mit Hartzell-Zweiblatt-Metallluftschraube angetrieben und ist in konventioneller Ganzmetall-Halbschalen-Konfiguration mit starrem Bugradfahrwerk und als Tiefdecker ausgelegt. Schüler und Lehrer sitzen nebeneinander.

## Technische Daten (L-70 Vinka)
| Kenngröße             | Daten                             |
| --------------------- | --------------------------------- |
| Besatzung             | 2                                 |
| Länge                 | 7,50 m                            |
| Spannweite            | 9,63 m                            |
| Höhe                  | 2,80 m                            |
| Flügelfläche          | 14,50 m²                          |
| Flügelstreckung       | 6,4                               |
| Leermasse             | 792 kg                            |
| max. Startmasse       | 1250 kg                           |
| Höchstgeschwindigkeit | 341 km/h                          |
| Dienstgipfelhöhe      | 7620 m                            |
| Steigleistung         | 11,6 m/s                          |
| Reichweite            | 841 km                            |
| Triebwerk             | Boxermotor Lycoming AEIO-360-A1B6 |
| Leistung              | 149 kW (200 PS)                   |

## L-80 TP Turbo Vinha
Nach erfolglosen Versuchen, die L-70 Vinka am Exportmarkt zu etablieren, entwickelte Valmet mit der L-80 TP Turbo Vinha eine Turboprop-Version mit Einziehfahrwerk. Der Prototyp (OH-VBB) hatte seinen Erstflug am 12. Februar 1985. Er wurde jedoch bei einem Unfall am 24. April 1985 zerstört, der Pilot Paavo Janhsen und Ingenieur Juhani Jääskeläinen wurden hierbei getötet. Ausgestattet mit einer Allison-Turbine wurde der zweite Prototyp als Valmet L-90 TP bezeichnet und war der Ausgangspunkt für die Entwicklung der L-90 RediGo oder Redigo (beide Schreibweisen sind gebräuchlich).

## Bildergalerie

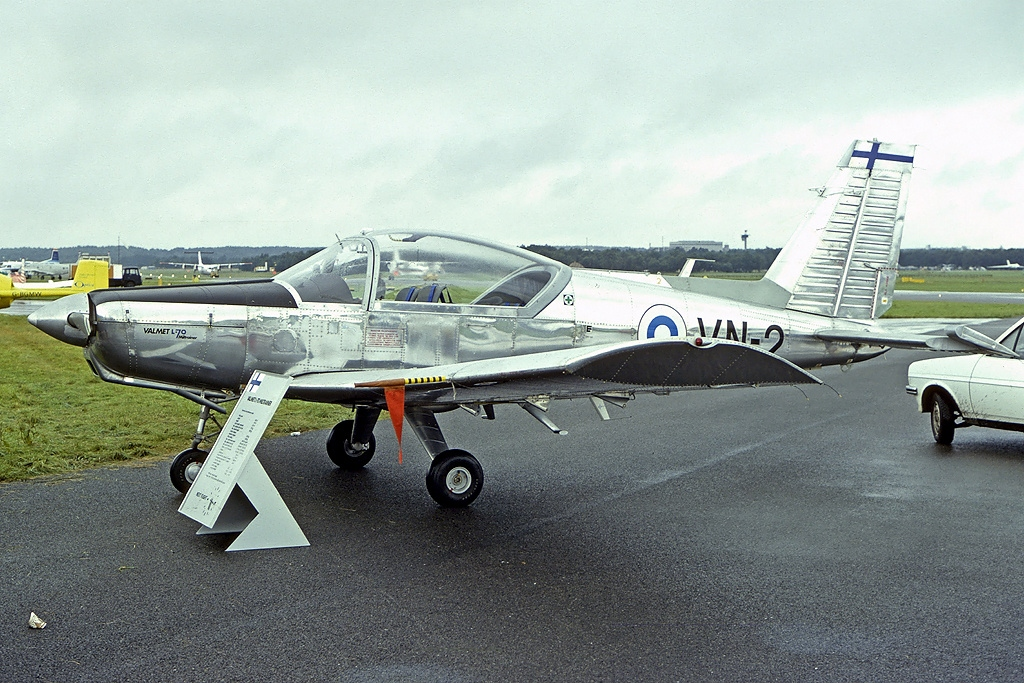
Valmet L-70 Vinka
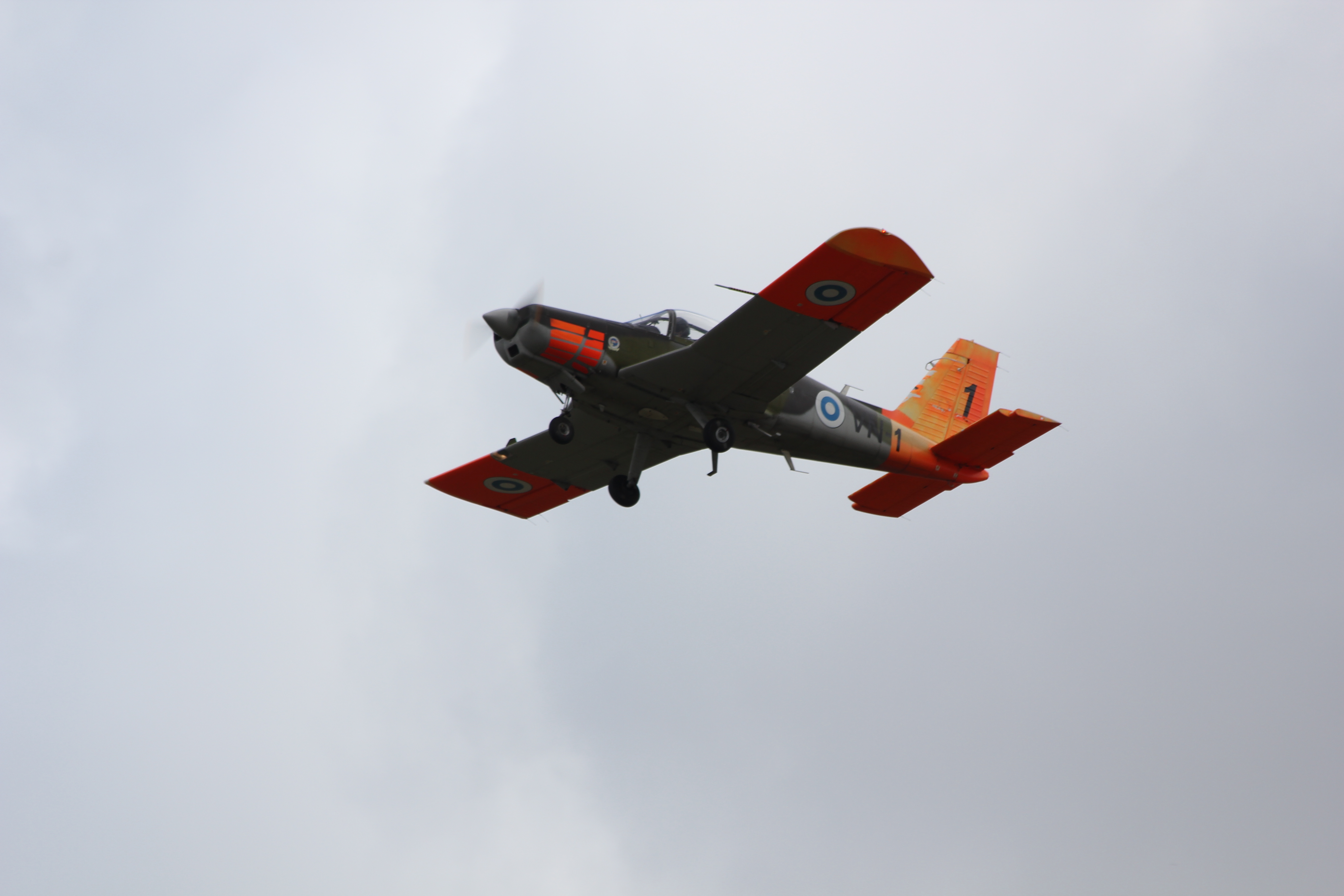
Valmet Vinka VN-1
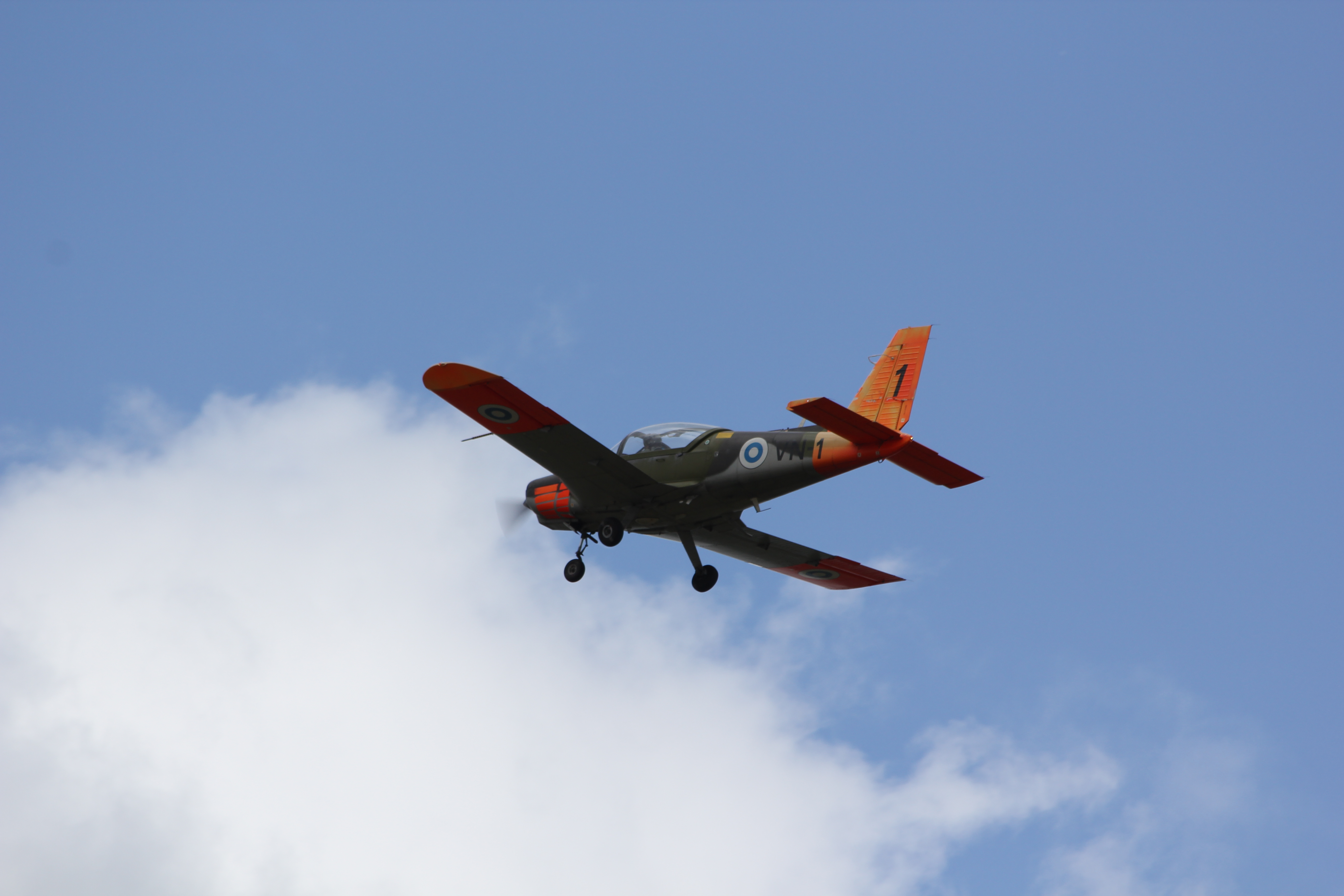
Valmet Vinka VN-1
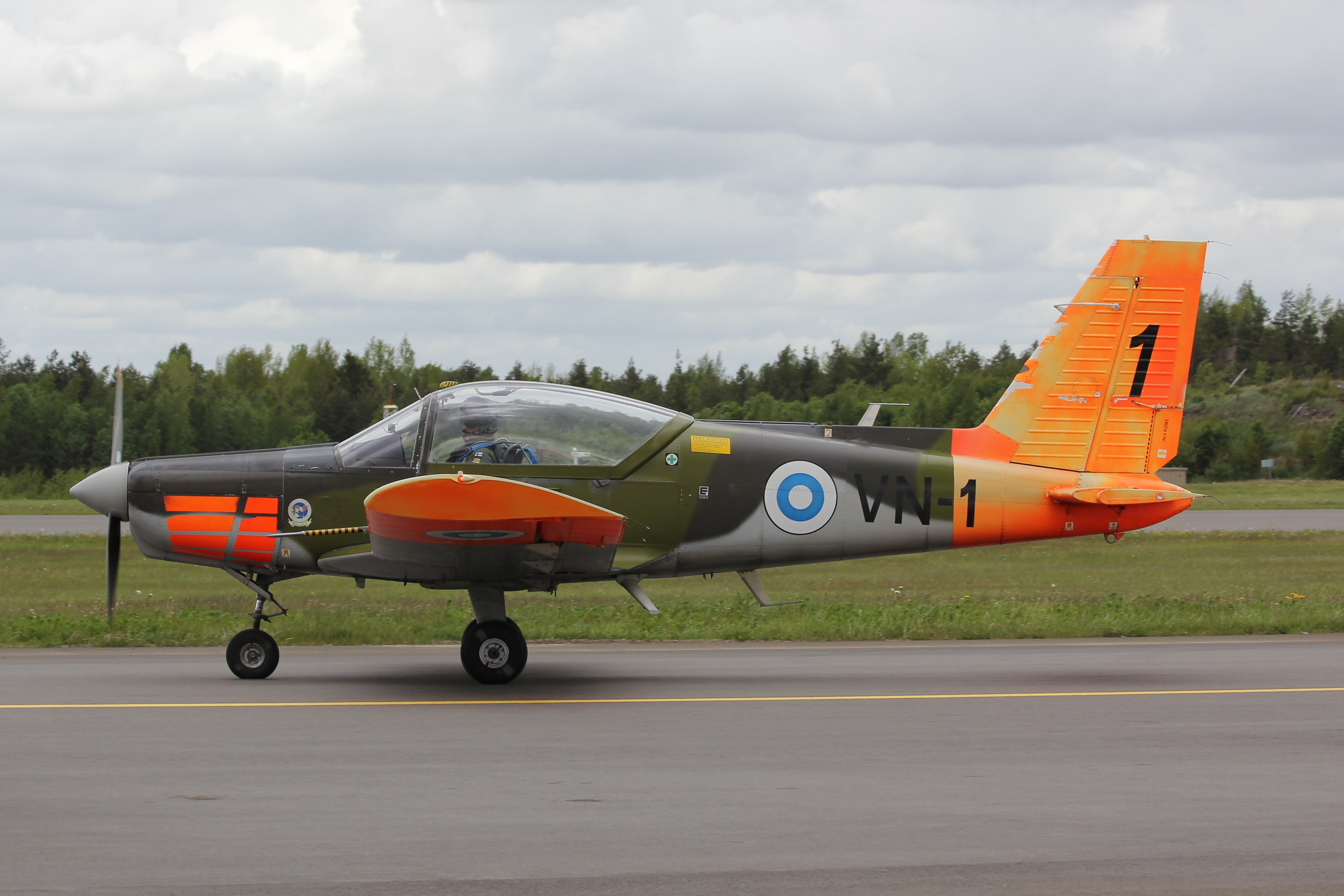
Valmet Vinka VN-1
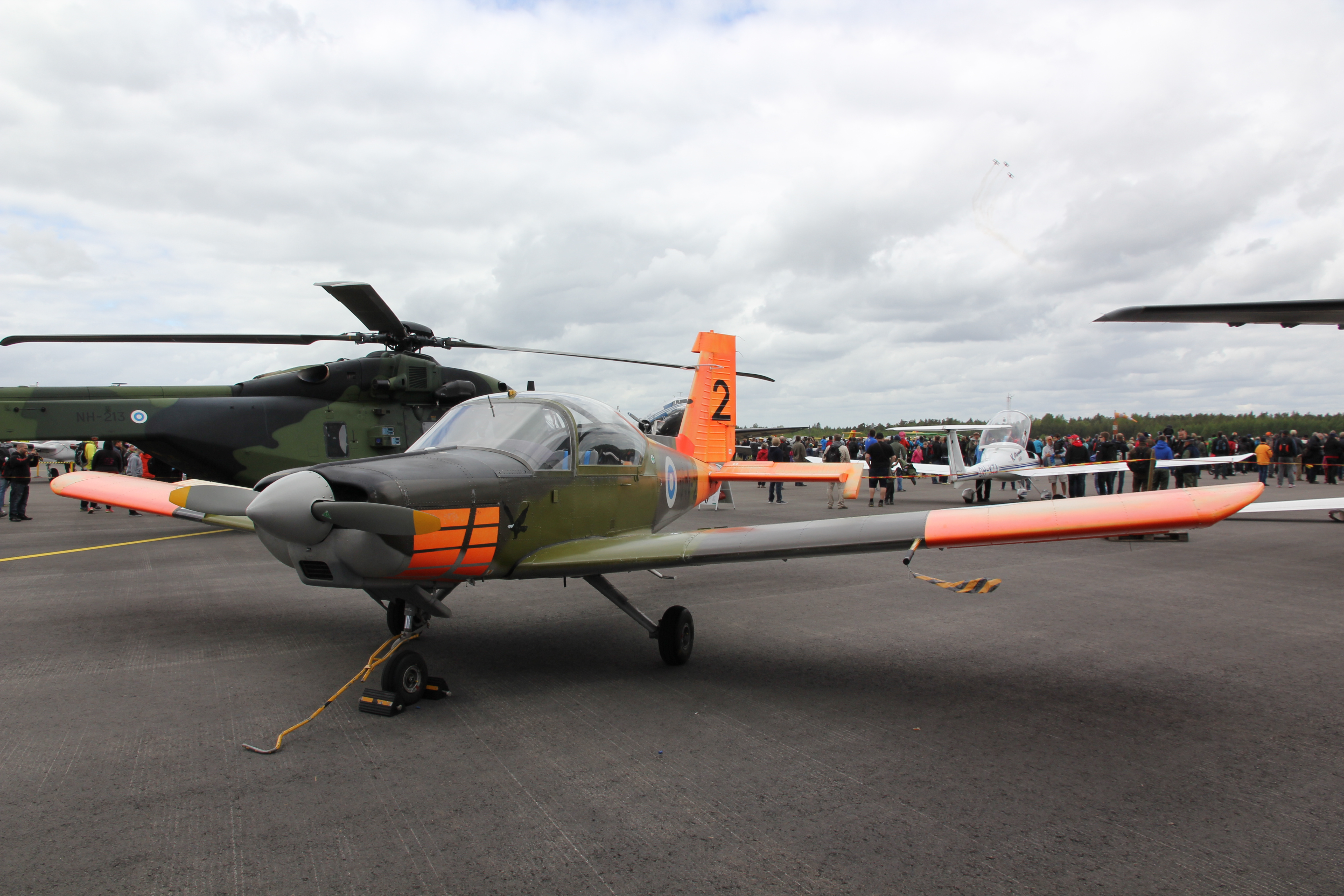
Valmet Vinka VN-2